# V511 Андромеды
V511 Андромеды (лат. V511 Andromedae) — одиночная переменная звезда в созвездии Андромеды на расстоянии приблизительно 423 световых лет (около 130 парсеков) от Солнца. Видимая звёздная величина звезды — от +12m до +11,8m.

## Характеристики
V511 Андромеды — жёлто-оранжевый карлик, эруптивная переменная звезда типа RS Гончих Псов (RS:) спектрального класса K-G. Радиус — около 0,71 солнечного, светимость — около 0,279 солнечных. Эффективная температура — около 4963 K.